# HONEY (L'Arc〜en〜Cielの曲)
「HONEY」（ハニー）は、日本のロックバンド、L'Arc〜en〜Cielの10作目のシングル。1998年7月8日発売。発売元はKi/oon Records。

## 概要
「花葬」「浸食 〜lose control〜」のシングル2作と合わせ、＜シングル3枚同時発売＞された内の一作。
本作の表題曲「HONEY」は、作詞・作曲を手掛けたhyde曰く「自分の中のシングルの定義を表現した曲」だといい、必要最小限の音数で創り上げられた、シンプルかつメロディアスな、勢いのあるロックナンバーになっている。また、kenはこの曲のギター録りで、自身が嗜好するディレイやコーラスといったエフェクターを使った開放弦主体のアルペジオ中心のアプローチではなく、フェンダー・ジャズマスターを使い、ジャキジャキと尖ったサウンドを鳴らしている。ちなみにyukihiroは、本作発売当時のインタビューでこの曲をフェイバリットのひとつとしてあげており、「俺はすごい好きな曲」「音数少ないの好きなんですよ。空間が上手く出せるようなものが好き」「ギターの音もガレージな感じでカッコいい」と印象を語っている。（詳細は楽曲解説の項目を参照）
この曲はL'Arc〜en〜Cielを代表する楽曲の一つとなっており、現在までにエリック・マーティンやハシケンハマケン（ハシケンと浜野謙太のユニット）、TAKUMA（10-FEET）、小山田壮平（ex.andymori）、珍走隊（a.k.a betcover!!）といったアーティストの他、山中拓也（THE ORAL CIGARETTES）がボーカルを務めたバンド、VIVA LA J-ROCK ANTHEMSにカバーされている。ちなみに、VIVA LA J-ROCK ANTHEMSは、野外ロック・フェスティバル「VIVA LA ROCK」のカバーコーナーのために組まれた企画バンドであり、「HONEY」のカバーセッションでは山中以外に、亀田誠治（東京事変）、加藤隆志（東京スカパラダイスオーケストラ）、津野米咲（赤い公園）、ピエール中野（凛として時雨）が参加している。他にも、K-POPアーティストの超新星やユウタ（NCT 127）、ジェイ（ENHYPEN）がこの曲のカバーを披露したことがある。
また、2007年12月26日に行われた所属事務所主催のライヴイベント「JACK IN THE BOX 2007」では、hydeとTERUとTAKURO（GLAY）がこの曲とGLAYの代表曲「誘惑」をセッションしている。2016年には、hydeと親交の深いDAIGO（BREAKERZ）と女優・北川景子の結婚式において、hydeとGLAYのメンバー4人でこの曲を演奏。そして2025年には、hydeがGLAYのデビュー30周年記念公演にサプライズゲストで出演し、この曲と「誘惑」を披露している。さらに2023年には、hydeがソロ名義でYOSHIKI（X JAPAN）、SUGIZO（LUNA SEA）、MIYAVIの3人と結成したロックバンド、THE LAST ROCKSTARSにおいて、大幅なリアレンジを施したうえでこの曲をセルフカバーしている。
2019年には、hydeがソロ名義で発表したシングル「MAD QUALIA」のカップリングに、PABLO（Pay money To my Pain）によるリアレンジを施したこの曲のセルフカバー音源が収録されている。このセルフカバー音源は、原曲からヘヴィロックテイストにリアレンジされており、hydeが2019年以降にソロ名義で開催したライヴにおいて、スタンダードソングのひとつとしてセットリストに組み込まれている。hydeはこの曲のセルフカバーをソロ名義で出演したロックフェスで頻繁に披露しており、現在までに「SUMMER SONIC」や「ROCK IN JAPAN FESTIVAL」「男鹿ナマハゲロックフェスティバル」「MONSTER baSH」「氣志團万博」などのフェスで演奏している。ちなみに、2022年にhydeがソロ名義で開催した対バンツアー「HYDE LIVE 2022 RUMBLE FISH」では、NOBUYA（ROTTENGRAFFTY）やMasato（coldrain）とこの曲をデュエットしている。また、2024年にはロックバンド、SiMが主催する野外ロックフェス「DEAD POP FESTiVAL 2024」にソロ名義で出演した際に、SHOW-HATE（SiM）とkenをゲストに招き、「HONEY」を披露している。
また、本作には、従来のL'Arc〜en〜Cielのシングル作品で収録されていた、表題曲のインストゥルメンタルとカップリング曲が収められていない。表題曲1曲のみのCDシングルは、L'Arc〜en〜Cielにとってこの作品が初となった。

## リリース

### リリースの経緯
この＜シングル3枚同時発売＞は、レコード会社のスタッフからの提案がきっかけで決まったものだったという。tetsuyaは、3枚同時発売という案を聞いたときの心境について「"（3枚同時発売は）バカっぽくていいかな"と。反対するための強い理由もなかったし。まあ3曲PVを撮んなきゃなんないし、もっと忙しくなるかなと思ったんで、その部分は反対と言えば、反対だったというのもあるけど」と語っている。
また、kenは3枚同時発売が決まった際の心境について「3曲同時で思い出すのは、寺尾聰ぐらい」と述べている。そしてyukihiroは「"へえ、3曲出すんだ"ぐらいで、特別なんとも思わなかった」と述懐している。

### リリースプロモーション
本作のリリースプロモーションとして、1998年5月13日に全国7都市の街頭ビジョンで本作を含めた"シングル3枚同時発売"が大々的に告知されている。
本作発売週には、ビルに立て籠もった指名手配犯が「3枚同時！3枚同時に持ってこい！」と要求するテレビCMが全国放送されている。ちなみに、このテレビCMには刑事役としてプロレスラーの藤原喜明が出演している。
また、本作発売年の1998年11月21日には、L'Arc〜en〜Cielが「第31回日本有線大賞」の最多リクエスト歌手賞、楽曲「HONEY」がグランプリを受賞したことが発表され、同音楽賞の授与式で「HONEY」と「snow drop」を生披露している。そして1998年12月31日に放送された『第49回NHK紅白歌合戦』には、L'Arc〜en〜Cielとして初の出場を果たし、「HONEY」を披露している。
余談だが、2019年12月3日には前記のテレビCMをセルフリメイクしたCMが制作されている。L'Arc〜en〜Cielはセルフリメイク版の公開日に公式YouTubeアーティストチャンネルを開設しており、これに合わせて「HONEY」「花葬」「浸食 〜lose control〜」の3曲のミュージック・ビデオを同サイトにて期間限定で同時公開している。

### リリース形態
本作は、通常盤（CD）の1形態でリリースされている。ちなみにフィジカルは、当時8cmシングルとして発表されていたが、2006年のシングル14作品再発企画において12cmシングルで再発売されている。
また、同日に発売したシングル「花葬」を本作のカップリング曲として収録する予定が当初あったことを踏まえてか、ジャケットデザインには「花葬」のアートワークに写っている被写体と同一人物が起用されている。

### チャート他
発売初週となる1998年7月20日付のオリコン週間シングルチャートでは、初動50万枚以上を売り上げ初登場2位を獲得している（プラネット週間シングルチャートでは初週に首位を記録）。そして発売翌週の1998年7月27日付のオリコン週間シングルチャートでは、発売初週からランクアップし「winter fall」から3作連続通算3作目となる首位を獲得。発売翌々週には週間2位、さらに次の週には週間3位を記録し、「花葬」「浸食 〜lose control〜」を含めオリコン週間シングルチャートに4週連続3作同時TOP10入りを達成している（「HONEY」単体では8週連続で週間TOP10にランクインし続けている）。さらに、L'Arc〜en〜Cielのシングル作品では、初となるミリオンセラー（累計売上約123.8万枚）を記録している。なお、L'Arc〜en〜Cielのフィジカルシングルとしては、このシングルが最高売上枚数記録となっている。
また、本作発売から約21年後となる2019年12月11日から各種サブスクリプションサービス（定額制音楽配信）にて、この日までに発表したL'Arc〜en〜Cielの全楽曲のストリーミング配信を全世界で一斉解禁しており、表題曲は同年12月12日に公開されたSpotifyの週間バイラルトップ50（日本）チャートで3位を獲得した。ちなみにこの週では、TOP18までをL'Arc〜en〜Cielの楽曲が独占しており、1位は「flower」が獲得している。さらに、このバイラルチャートTOP50のうち、半分以上となる34曲でL'Arc〜en〜Cielの楽曲がチャートインする結果となった。なお、サブスクリプションサービスへの楽曲配信を解禁してから約5年2ヶ月後の2025年2月には、日本国内のストリーミング再生回数が5000万回突破を記録している。
ちなみに、2022年に出版された音楽雑誌『ミュージック・マガジン』の＜1990年代Jポップ・ベスト・ソングス＞という企画において、「HONEY」が48位に選出されている。音楽ライターのパンスは同誌において、この曲に関し「ギターの疾走感と、キャッチーなのに複雑なコード進行、そしてhydeの華麗なボーカルが見事に合致し、ひたすら魅了されるばかり。ロック・バンドのフォーマットだが、高速のラテン・ジャズのように聞こえる」とコメントしている。

## ミュージックビデオ
表題曲「HONEY」のミュージック・ビデオは、「winter fall」や「DIVE TO BLUE」の映像監督を担当した竹石渉がディレクターを務めた作品となっている。
このミュージック・ビデオは、1999年8月11日に発表したクリップ集『CHRONICLE』に初収録されている。また、2019年12月3日には公式YouTubeアーティストチャンネルにおいて、ミュージック・ビデオに新たに制作したCMを挟んだバージョンの映像を約1週間限定で公開している。この期間限定の映像公開が終わった同年12月11日からは、同サイトでオリジナルのミュージック・ビデオの無料公開が開始されている。

## 収録曲
| #         | タイトル  | 作詞      | 作曲      | 編曲                          | 時間 |
| --------- | --------- | --------- | --------- | ----------------------------- | ---- |
| 1.        | 「HONEY」 | hyde      | hyde      | L'Arc〜en〜Ciel, Hajime Okano | 3:47 |
| 合計時間: | 合計時間: | 合計時間: | 合計時間: | 合計時間:                     | 3:47 |

## 楽曲解説
1. HONEY
  - 作詞・作曲: hyde / 編曲: L'Arc〜en〜Ciel & Hajime Okano

作詞・作曲を手掛けたhyde曰く、この曲は「自分の中のシングルの定義を表現した曲[4][5]」だといい、必要最小限の音数で創り上げられた、シンプルかつ勢いのあるロックナンバーになっている[5]。実際レコーディングでは、ベースを一部オクターブで重ねている程度で[26]、オーバーダビングによる構築をほとんど行っていない。さらに、L'Arc〜en〜Cielのシングル表題曲では珍しくシンセサイザーやストリングスによる装飾もなく、ギター、ベース、ドラムというロックバンドのシンプルかつ基本的なフォーマットで楽曲が構成されている。こういった構成になったのは、共同プロデューサーの岡野ハジメ曰く、作曲者であるhydeの意向があったためだという。後年岡野は、この曲の制作を振り返り「ダビングで構築していくという、それまでのラルクとは毛色の違うシンプルな曲で、バンド・サウンドでありながら、ちょっとワイルドな感じでいきたいというのが、もともと作曲者のhydeくんの要望でもあった[26]」と述懐している。
ちなみに当初は、本作の表題曲として、hydeが作曲した別の曲が採用される予定だったという[27]。しかし、hydeはその曲を気に入っておらず、一部のフレーズのアイデアだけがあったこの曲の原型を、代わりに作品にしたいという思いがあったという[27]。そこでhydeは、メンバーとスタッフに「1日猶予をくれないか」と話し、一晩でこの曲のラフなデモを制作したという[27]。この曲の制作を振り返り、後年hydeは「"こういう曲があるんだけど、あと1日くれたら完成させるから、1日だけくれないか"って言ったら、yukihiroが"いいんじゃない"って一言、言ってくれて。そのおかげで、1日頑張って、あの曲が出来た[27]」と述懐している。余談だが、この曲の原型となったフレーズは、1998年3月に開催したファンクラブイベント「ハワイ・アン・シエル」で訪れたハワイ・ホノルルで、hydeが夕日を見ながら着想を得たものである。そのためこの曲の仮タイトルは、構想が生まれた場所に因み「ホノルルの夕べ」という名前が付けられていた。
また、この曲の録音作業はプリプロダクションとして予定していたスケジュールで完了したという[28]。レコーディングの流れについて、tetsuyaは「プリプロをしてるときに"もう録っちゃおうか"って言って録りだしたんだと思う、たしか[5]」と述べており、普段ドラム録りに時間をかけるyukihiroも「この曲はね、スタジオで作りながら録っていったんですよ。で、ドラムはだいたい形が見えた段階で"一回通してみようよ"って録ったテイク。"今リハーサルでしょ"っていう時のテイクがOKだった[6]」と語っている。
さらに、共同プロデューサーの岡野ハジメは、kenのギタープレイがこの曲の肝であると述べている。岡野はkenのギタープレイについて「ギターだけ取り出してみると、「HONEY」に聴こえないんですよ。kenちゃんは天才だなと思いましたね。（中略）このギター1本でアレンジの柱ができていて…でも、あれが普通のバー・コードだけで弾いている曲だったら、あんなカッコいい曲にはなっていなかったと思います。分析すると、かなり複雑で高度ですね。ある種のラテンとか、ボサノバみたいなものを感じます[26]」と、2019年に発表した自身の書籍において評価している。また、作曲者であるhydeも、2012年に自身が発表した自叙伝において「重要なのは、裏で鳴ってるあのメロディで。あのkenの裏メロがハマったから、いい曲になったんだよね[29]」とこの曲のkenのギタープレイを称賛している。
ちなみに、kenは普段のレコーディングではストラト・シェイプのギターを使用することが多いが、この曲のレコーディングではフェンダー・カスタム・ショップ製のジャズマスターにシングルコイル・ピックアップを3つ取り付けたギターを使用している[26][30]。今回このジャズマスターを使った経緯について、kenは「思いきり弾かないと響かないような、ジャギジャギのちょっと変わった音のギターなんだけど、この曲にすごいマッチして[31]」と述べている。なお、yukihiroは、この曲のギターサウンドについて「ガレージな感じでカッコいい[6]」と評している。ちなみに、音源のギターはすべてkenが弾いているが、ライヴでこの曲を披露する際はhydeもギターを担当している。余談だが、岡野ハジメ曰く、このジャズマスターは、この曲のレコーディングだけで使われた代物だという[30]。なお、kenは、後年岡野ハジメからの要望を受け、このジャズマスターを岡野に譲っている[30]。
歌詞は、ドライブ感のあるキャッチーな曲調に反し、主人公の心にだんだんと微かな喪失感や悲しみが表れていく様を綴ったリリックになっている[32]。作詞を担当したhydeは、作詞作業について「けっこう苦労したんですよ。微妙なこの"悲しい加減"のバランスが難しくて。パッと聴き、"イエーイ!"って感じで終わって。でも、なんか引っかかる感じにしたかった[32]」「曲調がなんかキャッチーな雰囲気が強くて、少々壊れた詞を乗せても、そのイメージに押し切られてしまうんですよ。そこで、そのバランスがすごいむずかしくて悩んだ[33]」と語っている。なお、2サビ終わりに＜Don't stop smiling, please＞、Cメロでは＜Oh my sweet＞というコーラスフレーズがあるが、本作の歌詞カードにこのコーラス部分の詞は記載されていない。ちなみに、このコーラス部分は音源ではhydeが歌っているが、音楽番組やライヴではkenが担当することが多い。
また、2007年にはパートチェンジバンド、P'UNK〜EN〜CIELとして、kenのディレクションのもとリアレンジしたうえで、この曲をセルフカバーしている。このセルフカバーは、30thシングル「SEVENTH HEAVEN」に「HONEY 2007」として収録されている。このカバーではサビでの転調が激しい曲にリアレンジされ、2ビートのリズムに[34]、歪みギターと力強いコーラスがのったオイパンクに仕上げられている[34]。
さらに、2015年にはhydeプロデュースのもと、共同アレンジャーに前嶋康明を迎え、この曲をアコースティックなサウンドにリアレンジしたバージョンが発表されている。このアコースティックバージョンは、40thシングル「Wings Flap」に「HONEY -L'Acoustic version-」として収録されている。このバージョンではボサノヴァ調にリアレンジされており[35]、kenはレコーディングでガット・ギターを弾いている[35]。また、yukihiroはドラム録りにおいて、ロッドを使い、レギュラーグリップでレコーディングを行っている[36]。このバージョンのドラム録りを振り返り、yukihiroは「最初は普通のスティックで録ったんですけど、ボサノヴァだったらロッドを使うのもいいんじゃないかと思って、ロッドを使って、レギュラーグリップでやりました[36]」「音量は雰囲気に合わせてコントロールしました。キット自体もミュートしてます。タムはいつもはクリアヘッドなんですけど、この曲はコーテッド系のヘッドの方が合うんじゃないかっていうことで、コーテッドアンバサダーを使いました[36]」と述べている。

## タイアップ
HONEY
- TBS系番組『スーパーサッカー』エンディングテーマ
- 「NTTパーソナル関西」CMソング
- TOKYO MX・BS11系テレビアニメ『ReLIFE』第4話エンディングテーマ

## 参加ミュージシャン
- hyde：Vocal
- ken：Guitar
- tetsu：Bass
- yukihiro：Drum
- HONEY
  - ken：Tambourine

## カバー
（※）音源がフィジカルに収録されているものに限り記載する。
- ハシケンハマケン （2009年、アルバム『TAKARA』に収録）
- エリック・マーティン featuring John5 （2012年、トリビュートアルバム『L'Arc〜en〜Ciel Tribute』、『Mr. Rock Vocalist』に収録）
- 蜜 （2012年、カバーアルバム『蜜狩り』に収録）
- 超新星（2015年、カバーアルバム『SUPERNOVA Cover Collection -MALE-』に収録。）
- HYDE （2019年、シングル「MAD QUALIA」に収録）
- Merm4id [瀬戸リカ（平嶋夏海） / 水島茉莉花（岡田夢以） / 日高さおり（葉月ひまり） / 松山ダリア（根岸愛） / 編曲：廣澤優也]（2022年、カバーアルバム『D4DJ Groovy Mix カバートラックスvol.6』に収録）

## 収録アルバム
オリジナルアルバム
- 『ray』 (#1)

ベストアルバム
- 『Clicked Singles Best 13』 (#1)
- 『The Best of L'Arc〜en〜Ciel 1998-2000』 (#1)
- 『QUADRINITY 〜MEMBER'S BEST SELECTIONS〜』 (#1)
- 『TWENITY 1997-1999』 (#1)
- 『WORLD'S BEST SELECTION』 (#1)

コンピレーションアルバム
- 『Ki/oon Decade』 (#1)
- 『青春歌年鑑 90年代総集編』 (#1)
- 『J-ポッパー伝説2 [DJ和 in WHAT's IN? 20th MIX]』 (#1)
- 『MD2000 〜ReLIFE Ending Songs〜』 (#1)
- 『ミリオンデイズ 〜あの日のわたしと、歌え。〜 mixed by DJ和』 (#1)

## 受賞
- 『第31回日本有線大賞』
- 『第40回日本レコード大賞 優秀作品賞』
- 『第13回日本ゴールドディスク大賞 “SONG OF THE YEAR”』